# Aethiothemis basilewskyi
Aethiothemis basilewskyi é uma espécie de libelinha da família Libellulidae.
É endémica de República Democrática do Congo.